# Nothomyia nigra
Nothomyia nigra är en tvåvingeart som beskrevs av James 1942. Nothomyia nigra ingår i släktet Nothomyia och familjen vapenflugor.
Artens utbredningsområde är Dominikanska republiken. Inga underarter finns listade i Catalogue of Life.